# Взрив на Кримския мост
На 8 октомври 2022 г. в 06:07 ч. на Кримския мост избухва експлозия на пътната част на моста, по западните платна, минаващи от Русия към Керч в окупирания Крим. Огънят причинява частичното срутване на пътните участъци във водата. В резултат на експлозията загиват четирима души. В отговор на събитието е образувано наказателно производство от Следствения комитет на Русия.
Повредата намалява транспортния капацитет на моста, който се използва за снабдяване на руските войски в окупирания Крим. Експлозията избухва ден след 70-ия рожден ден на руския президент Владимир Путин и една седмица след обявяването на анексирането на четири украински региона от Русия. Украински официални лица и военни многократно декларират намерението си да унищожат Кримския мост, считайки го за законна военна цел.
Руски официални лица и „високопоставен украински служител“, говорейки пред The New York Times, твърдят, че причината за експлозията е бомба, натоварена на камион. Би Би Си обаче твърди, че е по-вероятно експлозията да е причинена от дрон. Според Украинска правда и УНИАН нападението е извършено от Службата за сигурност на Украйна.

## Предпоставки
Кримският мост е двойка успоредни мостове, единият с четирилентов път, а другият двурелсова железопътна линия, обхващащи Керченския пролив между Русия от източната страна и Крим в Украйна от западната страна. Строителството започва през февруари 2016 г. след руската окупация и анексиране на Кримския полуостров през 2014 г. Руските власти наричат изграждането на моста „историческа мисия“, една от ключовите задачи за „окончателното обединение на Крим с Русия“. През май 2018 г. е пуснат за движение пътният мост, а през декември 2019 г. железопътният мост влиза в експлоатация.
По време на руската инвазия през 2022 г. мостът е използван за снабдяване на руските въоръжени сили в южна Украйна. Въпреки че съществуват други методи за доставка на ресурси за Крим, включително пристанища, мостът е важна част от инфраструктурата.
Украински официални лица и военни многократно са декларирали намерението си да унищожат Кримския мост, считайки го за законна военна цел. Генерал-майор от въоръжените сили на Украйна Дмитро Марченко заявява, че мостът ще стане „мишена номер едно“, веднага щом Украйна разполага с оръжия, за да го атакува. През април 2022 г. Дмитрий Медведев, бивш президент и заместник-председател на Съвета за сигурност на Русия, казва: „Един от украинските генерали говори за необходимостта да се нанесе удар по Кримския мост. Надявам се, че разбира каква ще бъде ответната цел.“
През август 2022 г. съветникът на украинския президент Михайло Подоляк заявява пред The Guardian: „Това е незаконно строителство и основната врата за снабдяване на руската армия в Крим. Такива обекти трябва да бъдат унищожени“.

## Взривяване
На 8 октомври 2022 г. в 6:07 ч. сутринта местно време при слаб трафик избухва експлозия на или близо до западните ленти на пътния мост, насочващ се към Керч в Крим, по средата между главния арков участък над корабоплаването Керч–Еникале канал и остров Тузла, в териториалните води на Крим. В резултат на експлозията, свързаните с Керч участъци от пътя се срутват във водата, като до четири участъка са свързани, за да образуват по-дълъг участък. Пресслужбата на Кримската железница заявява, че в 6:05 ч. оборудването е показало грешка на релсите на железопътната част на моста и в опашката на товарен влак се е запалил вагон с контейнер за гориво. Вятърът от север разнася пламъци и дим към Черно море.
Движението по шосе, железопътен транспорт и море е спряно, с образуване на дълги опашки по суша и вода. Експлозията не е незабавно докладвана от руските власти като акт на саботаж.
Първоначално са обявени две вероятни причини за пожара: експлозия на вагон с гориво на железопътната част на моста и експлозия на автомобил, вероятно камион, на пътната част. Според Националния комитет за борба с тероризма на Руската федерация е бил взривен камион, което е причинило пожара на седем железопътни контейнера с гориво.
Въпреки че никой не поема отговорност за експлозията, украинските медии Украинска правда и УНИАН, позовавайки се на свои източници, заявяват, че това е операция на Службата за сигурност на Украйна. New York Times пише по подобен начин, че „високопоставен украински служител“ „твърди, че разузнавателните служби на Украйна са организирали атаката и че тя е включвала бомба, натоварена на камион, който е преминал през моста.“ Русия твърди, че бомба е избухнала, докато е превозвана от камион, който се движи с пълна скорост, използвайки импровизирано взривно устройство. Въпреки това, според BBC, въз основа на твърдяното видео от охранителна камера, публикувано в социалните медии, е по-вероятно експлозията да е причинена от дрон. С индикации, че експлозията е повредила директно пътния мост и че нейният взрив е причинил пожар във влак на железопътния мост, наличието на много искри може да показва използването на термит, който гори достатъчно горещо, за да повреди стоманата и да запали запалимото гориво във влака.
По-късно през деня мостът отново е отворен за автомобили в едно платно, като трафикът се редува във всяка посока и малко железопътен трафик.

## Последици

### Жертви
Според Следствения комитет на Русия, експлозията е убила четирима души в съседна кола.

### Икономическа загуба
Седем цистерни с гориво от 59-вагонен влак, предназначен за Кримския полуостров, се запалват поради експлозията. Освен това, със затварянето на моста, за местните жители става по-трудно да напуснат Крим, с опашки от автомобили дълги 5 километра, въпреки че има други начини, включително пристанища. Над сто камиона чакат от двете страни, за да използват малкия ферибот, превозващ 16 камиона наведнъж. Морският трафик също е затруднен, тъй като десетки кораби са блокирани от двете страни на моста. Михаил Развожаев, кмет на Севастопол, първоначално налага ограничения върху продажбата на хранителни стоки и забранява продажбата на гориво в туби, но отменя тези мерки за цял Крим около час по-късно, като казва, че линиите за доставки са достатъчни.

### Структурно увреждане
Три участъка от пътното платно от страната на Керч са повредени, а два се сриват във водата. Двама експерти по мостова безопасност и взривно инженерство смятат, че е вероятно пожарът на горивото да е отслабил гредите, които поддържат железопътния мост. Железопътният мост поддържа двурелсова железопътна линия и Русия възобновява движението по другата линия, различна от тази с изгорелите цистерни с гориво, почти веднага. Руското министерство на транспорта съобщава, че на следващия ден всички железопътни товарни и пътнически влакове на дълги разстояния са се движили по разписание.

## Реакции

### Украйна
Официалният акаунт на украинското правителство в Туитър написва „болно изгаряне“ в отговор на пожара, докато Михайло Подоляк, съветник на украинския президент, нарича щетите „началото“: „Крим, мост, началото. Всичко незаконно трябва да бъде унищожено, всичко откраднато трябва да бъде върнато на Украйна, всичко окупирано от Русия трябва да бъде освободено."
Министерството на отбраната на Украйна сравнява взривяването на Кримския мост с потъването на крайцера „Москва“, пишейки: „Ракетният крайцер „Москва“ и Керченският мост – два прословути символа на руската мощ в украинския Крим – паднаха. Какво следва, руснаци?".
Директорът на Укрпоща Игор Смилянски обявява пускането на нов комплект марки, посветен на събитието. Има и впечатление на художника от експлозията на Кримския мост в Киев, която се превръща в популярно произведение на изкуството.
Алексий Данилов, ръководител на Съвета за национална сигурност и отбрана, публикува видео на моста в социалните медии, заедно с видео на Мерилин Монро, която пее „Честит рожден ден, г-н президент“ на американския президент Джон Ф. Кенеди. Експлозията избухва ден след рождения ден на руския президент Владимир Путин.
Украинският президент Володимир Зеленски заявява по време на нощното си обръщение: „Днес не беше лош ден и предимно слънчев на територията на нашата държава. За съжаление в Крим беше облачно. Въпреки че беше и топло.“

### Русия
Руските окупационни власти на Крим обвиняват украинската държава. Говорителят на Министерството на външните работи на Руската федерация Мария Захарова обвинява „киевския режим“ в тероризъм, а депутатът от Държавната дума Андрей Гурульов (Единна Русия) призовава главнокомандващия да "отговори твърдо“.
Сергей Аксьонов, назначеният от Русия ръководител на Крим, посочва, че имат достатъчно храна и гориво с думите: „Ситуацията е управляема – неприятна е, но не фатална“. Той също изразява желание за отмъщение.
На 9 октомври Путин заявява: „Няма съмнение. Това е терористичен акт, насочен към унищожаване на критично важна гражданска инфраструктура… Това беше измислено, извършено и поръчано от украинските специални служби“.
Кремълският пропагандист Владимир Соловьов призовава за ответни удари в цяла Украйна срещу „мостове, язовири, железопътни линии, топлоелектрически централи и други инфраструктурни съоръжения“.

### Международни
Външният министър на Естония Урмас Рейнсалу приветства експлозията и предполага, че украинските специални сили стоят зад нея, припомняйки, че украинските власти отдавна са наричали Кримския мост възможна цел за удар.
Членът на Европейския парламент от Полша Робърт Бедрон (Нова левица) заявява: „Балсам за сърцето, особено след като вчера беше рожденият ден на Путин. Добре е, че Путин получи такъв подарък. Надявам се да получи и повече. Украинците са унищожили незаконната инфраструктура на Русия [в окупирания Крим]."

## Разследване
По нареждане на Путин е създадена специална комисия за разследване на обстоятелствата около експлозията, включваща представители на Министерството на извънредните ситуации, Министерството на транспорта, ФСБ, Министерството на вътрешните работи и Националната гвардия. Следственият комитет започва наказателно производство за експлозията.
Националният комитет за борба с тероризма на Русия съобщава:
„В 06:07 ч. московско време днес е избухнала експлозия в товарен автомобил на магистралната част на Кримския мост от страната на Таманския полуостров, която е подпалила седем резервоара с гориво на влак, който беше на път за полуостров Крим. Две магистрални секции от моста частично се срутиха.“
На 10 октомври руският главен следовател Александър Бастрикин твърди: „Вече сме установили маршрута на камиона“.
На 11 октомври ФСБ съобщава, че са задържани петима руснаци и трима души от Украйна и/или Армения. Той също така казва, че е задържал украински гражданин, замесен в планирането на друг атентат в Брянск, който според ФСБ сега „сътрудничи на разследването“. Експлозивите (22 770 кг) са транспортирани на 22 палета в камиона. Експлозивите са натоварени в Одеса в началото на август и транспортирани през България, Армения и Грузия за Русия. На 7 октомври той е натоварен на руски камион, пътуващ за Симферопол. ФСБ разпространява рентгеново видео, показващо това, което според тях е камионът, натоварен с експлозиви. Но за разлика от разпространените по-рано снимки от КПП-то на моста, на рентгеновите липсват резервно колело и една от осите.